# Plymouth (Maine)
Plymouth ist eine Town im Penobscot County des Bundesstaates Maine in den Vereinigten Staaten. Im Jahr 2020 lebten dort 1325 Einwohner in 631 Haushalten auf einer Fläche von 80,42 km².

## Geografie
Nach dem United States Census Bureau hat Plymouth eine Gesamtfläche von 80,42 km², von der 77,00 km² Land sind und 3,42 km² aus Gewässern bestehen.

### Geografische Lage
Plymouth liegt im Südwesten des Penobscot Countys und grenzt im Südwesten an das Waldo County und im Westen an das Somerset County. Im Südosten liegt der Plymouth Pond und im Süden der mit dem Plymouth Pond verbundene Round Pond. Der Martin Stream fließt in nördliche Richtung. Einige kleinere Bäche durchziehen das Gebiet der Town. Die Oberfläche ist eben.

### Nachbargemeinden
Alle Entfernungen sind als Luftlinien zwischen den offiziellen Koordinaten der Orte aus der Volkszählung 2010 angegeben.
- Nordosten: Newport, 9,4 km
- Osten: Etna, 8,2 km
- Südosten: Dixmont, 12,2 km
- Südwesten: Troy, Waldo County, 12,4 km
- Westen: Detroit, Somerset County, 5,4 km
- Nordwesten: Palmyra, Somerset County, 12,3 km

### Stadtgliederung
In Plymouth gibt es zwei Siedlungsgebiete: Hows Corner und Plymouth.

### Klima
Die mittlere Durchschnittstemperatur in Plymouth liegt zwischen −7,8 °C (18 °F) im Januar und 20,6 °C (69 °F) im Juli. Damit ist der Ort gegenüber dem langjährigen Mittel der USA um etwa 9 Grad kühler. Die Schneefälle zwischen Oktober und Mai liegen mit bis zu zweieinhalb Metern mehr als doppelt so hoch wie die mittlere Schneehöhe in den USA; die tägliche Sonnenscheindauer liegt am unteren Rand des Wertespektrums der USA.

## Geschichte
Plymouth wurde am 21. Februar 1826 als Town organisiert. Zum Gebiet der neuen Town Plymouth gehörten Teile der Town Edna und das Township T5 R2 NWP. Benannt wurde die Town nach Plymouth in Massachusetts, welches nach Plymouth in England benannt wurde.
Durch die am Martin Stream genutzte Wasserkraft konnte die Town wirtschaftlich wachsen. Um 1880 lebten in Plymouth 828 Menschen, es gab zehn Geschäfte, zwei Hotels und neun öffentliche Schulen.

### Einwohnerentwicklung
| Volkszählungsergebnisse – Town of Plymouth, Maine | Volkszählungsergebnisse – Town of Plymouth, Maine | Volkszählungsergebnisse – Town of Plymouth, Maine | Volkszählungsergebnisse – Town of Plymouth, Maine | Volkszählungsergebnisse – Town of Plymouth, Maine | Volkszählungsergebnisse – Town of Plymouth, Maine | Volkszählungsergebnisse – Town of Plymouth, Maine | Volkszählungsergebnisse – Town of Plymouth, Maine | Volkszählungsergebnisse – Town of Plymouth, Maine | Volkszählungsergebnisse – Town of Plymouth, Maine | Volkszählungsergebnisse – Town of Plymouth, Maine |
| Jahr                                              | 1800                                              | 1810                                              | 1820                                              | 1830                                              | 1840                                              | 1850                                              | 1860                                              | 1870                                              | 1880                                              | 1890                                              |
| ------------------------------------------------- | ------------------------------------------------- | ------------------------------------------------- | ------------------------------------------------- | ------------------------------------------------- | ------------------------------------------------- | ------------------------------------------------- | ------------------------------------------------- | ------------------------------------------------- | ------------------------------------------------- | ------------------------------------------------- |
| Einwohner                                         |                                                   |                                                   |                                                   | 504                                               | 843                                               | 925                                               | 989                                               | 941                                               | 828                                               | 689                                               |
| Jahr                                              | 1900                                              | 1910                                              | 1920                                              | 1930                                              | 1940                                              | 1950                                              | 1960                                              | 1970                                              | 1980                                              | 1990                                              |
| Einwohner                                         | 658                                               | 590                                               | 576                                               | 468                                               | 462                                               | 496                                               | 494                                               | 542                                               | 811                                               | 1152                                              |
| Jahr                                              | 2000                                              | 2010                                              | 2020                                              | 2030                                              | 2040                                              | 2050                                              | 2060                                              | 2070                                              | 2080                                              | 2090                                              |
| Einwohner                                         | 1257                                              | 1380                                              | 1325                                              |                                                   |                                                   |                                                   |                                                   |                                                   |                                                   |                                                   |

## Wirtschaft und Infrastruktur

### Verkehr
Durch Plymouth verläuft in westöstlicher Richtung durch den Nordosten die Interstate 95. Die Maine State Route 69 verläuft ebenfalls in westöstlicher Richtung. Sie wird gekreuzt von der Maine State Route 7.

### Öffentliche Einrichtungen
In Plymouth gibt es keine medizinischen Einrichtungen oder Krankenhäuser. Nächstgelegene Einrichtungen für die Bewohner von Plymouth befinden sich in Hartland, St. Albans und Pittsfield.
Plymouth besitzt keine eigene Bücherei. Die nächstgelegenen liegen in Newport, Detroit und Carmel.

### Bildung
Plymouth gehört mit Corinna, Dixmont, Etna, Hartland, Newport, Palmyra und St. Albans zur Regional School Unit 19.
Im Schulbezirk werden folgende Schulen angeboten:
- Corinna Elementary School in Corinna, mit Schulklassen von Pre-Kindergarten bis zum 4. Schuljahr
- Etna-Dixmont School in Etna, mit Schulklassen von Pre-Kindergarten bis zum 8. Schuljahr
- Newport/Plymouth Elementary School in Newport, mit Schulklassen  von Pre-Kindergarten bis zum 6. Schuljahr
- St. Albans Consolidated in St. Albans, mit Schulklassen  von Pre-Kindergarten bis zum 5. Schuljahr
- Somerset Valley Middle School in Hartland, mit Schulklassen vom 5. bis zum 8. Schuljahr
- Sebasticook Middle School in Newport, mit Schulklassen vom 5. bis zum 8. Schuljahr
- Nokomis Regional High in Newport, mit Schulklassen vom 9. bis zum 12. Schuljahr

## Persönlichkeiten

### Persönlichkeiten, die vor Ort gewirkt haben
- Samuel Butman (1788–1864), Politiker